# Iglesia de Santa Eulalia (La Lloraza)
La iglesia de Santa Eulalia de la Lloraza es una iglesia de estilo románico situada en la localidad de La Lloraza, en el concejo asturiano de Villaviciosa.

## Historia

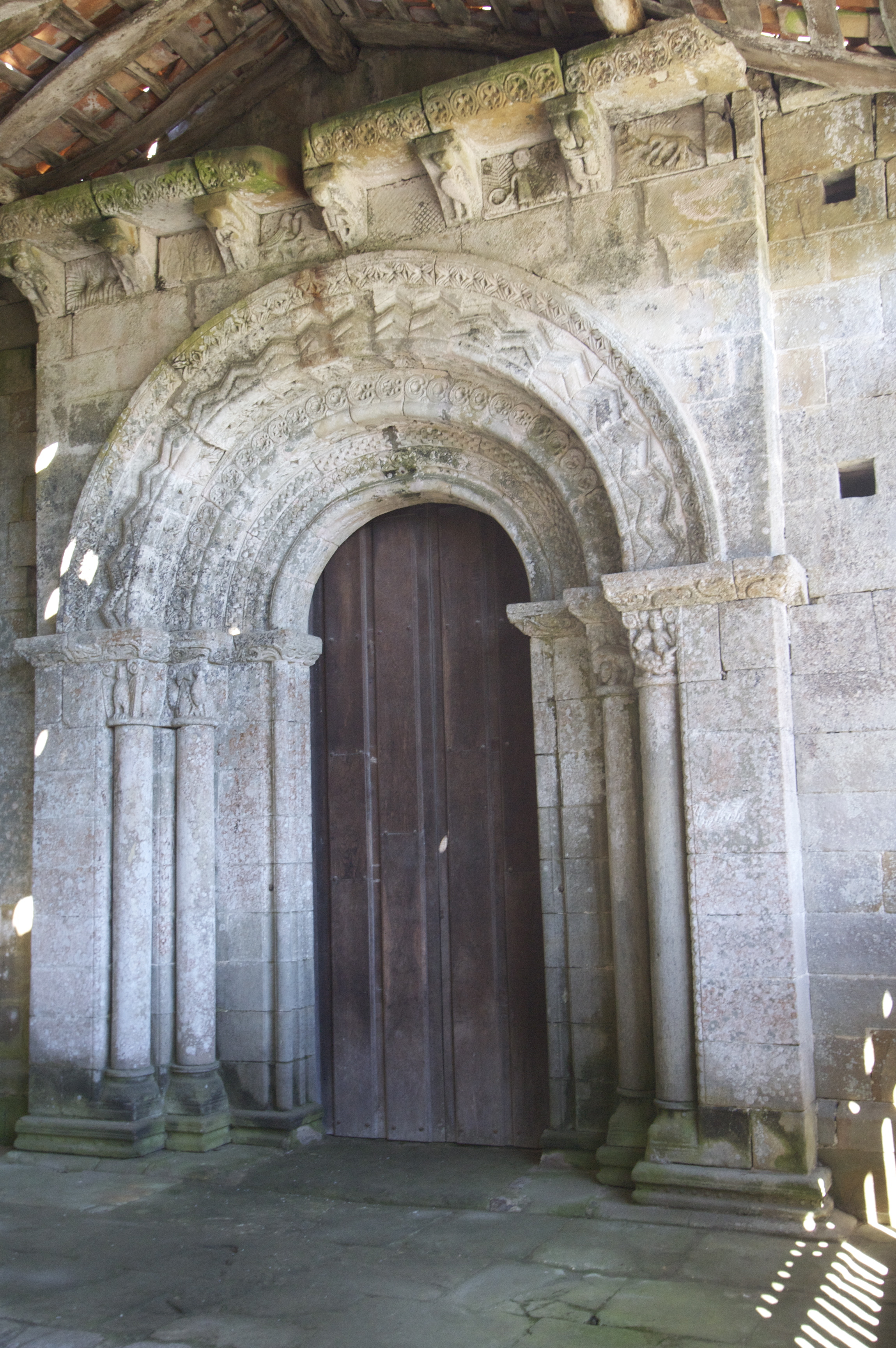
Puerta principal

Sus inicios no están todavía muy claros. Se cree que el germen inicial de esta iglesia era una leprosería ligada al Camino de Santiago cuya ruta pasaba por la zona. Su fundación se cree que se debe a una ofrenda de la reina Doña Berenguela, esposa de Alfonso IX.
La iglesia actual data del siglo XIII con numerosas reformas habiendo sufrido daños en la guerra civil por un incendio. La iglesia fue restaurada en 1950 por Luis Menéndez Pidal

## Arquitectura
La iglesia posee una nave única con cabecera cuadrada. El conjunto arquitectónico que se aprecia hoy en día posee elementos de varias épocas debido a las reformas y remodelaciones sufridas.
Las dos entradas del edificio son de la primera época de construcción, presentando abundante decoración románica.